# Barbara Saben
Dorothy Barbara Saben CBE, née en 1912 et morte le 16 septembre 2014, est une femme politique ougandaise. Elle et Alice Boase reçoivent une nomination au Conseil législatif en 1954, devenant ainsi les premières femmes membres du parlement. Saben est par la suite la première femme maire de Kampala.

## Biographie

### Enfance, éducation et débuts
Saben nait en Inde en 1912. Après avoir reçu une éducation privée, elle étudie au St James College de Londres de 1931 à 1932 Elle déménage en Ouganda en 1940 avec son mari, homme d'affaires. Elle est membre fondatrice du Conseil ougandais des femmes en 1946.

### Carrière
Lors des honneurs du Nouvel An 1951, elle reçoit le titre MBE de l'ordre de l'Empire britannique pour son service public en Ouganda. Elle est également membre fondateur du Conseil national du service social, dont elle gère la présidence.
En 1954, Saben et Alice Boase rejoignent le Conseil législatif, devenant ainsi les premières femmes membres. Après les élections de 1958, elle devient vice-présidente de l'Organisation des membres représentatifs, un regroupement de membres nommés. Elle reste membre du Conseil jusqu'en 1961. Saben devient membre du conseil municipal de Kampala lors de sa création. Après avoir été maire adjointe de 1959 à 1960, elle est la première femme maire de la ville de 1961 jusqu'en 1962. Elle reçoit un CBE dans le cadre des honneurs du Nouvel An 1963 ; plus tard la même année, elle démissionne du conseil municipal.

## Décès
Elle décède au Royaume-Uni en septembre 2014.